# 松柏高立图·篆书四言联

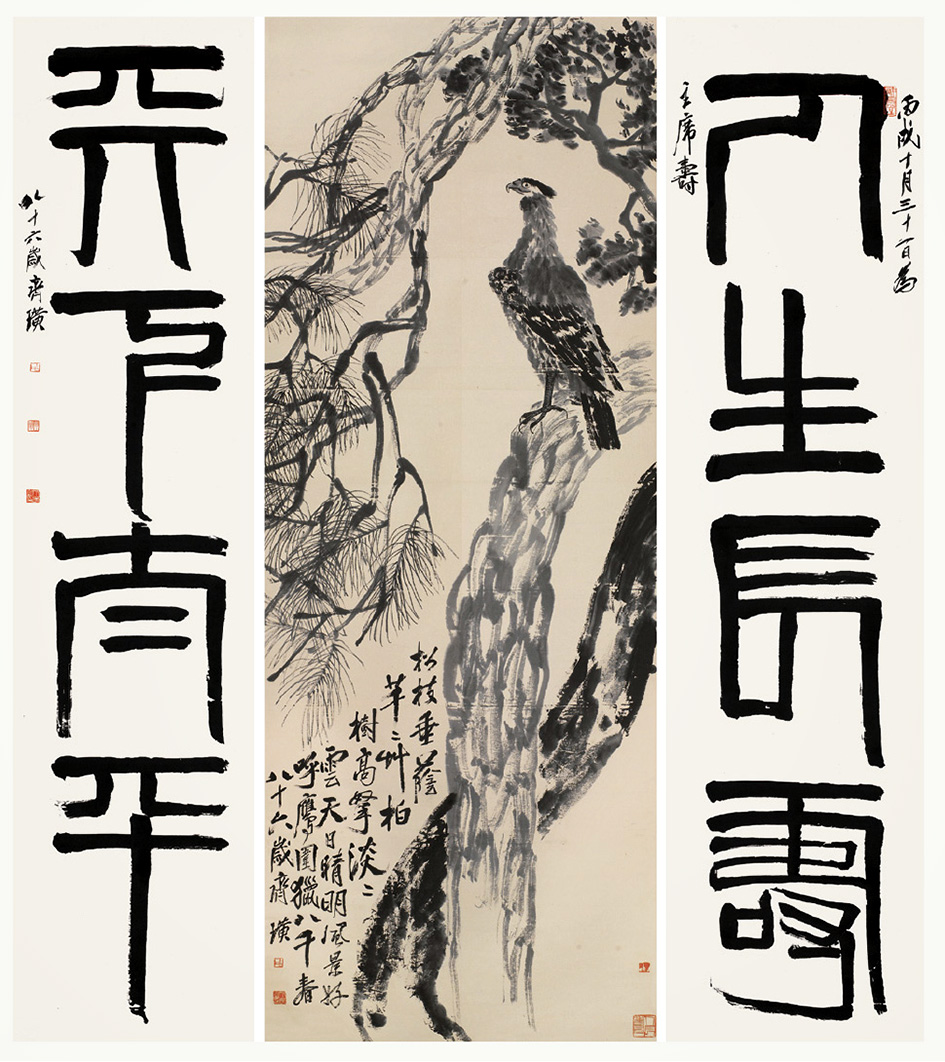
齐白石《松柏高立图》

《松柏高立图·篆书四言联》，是中国著名画家齐白石书画代表作。该作品是齐老为蒋中正六十大寿所做。该作品以4.255亿人民币的天价成交，创造了中国书画的拍卖价新纪录，创造了齐白石艺术品的拍卖价最高纪录。该作品也是现存齐白石作品中尺幅最大的。「白石賀介石」也成趣談。

## 作品

### 画
该画作尺幅巨大，气势恢宏。画作两边配有篆书对联。画幅尺寸为：纵266厘米，横100厘米。该作品也是现存齐白石作品中尺幅最大的。
中央画面中，画有参天的松柏，一松一柏交错。松树主干上，有一雄鹰昂首屹立。整个画面构思，有“松柏围英（鹰）”之寓意。
画中还有齐白石题诗一首，诗文为：“松枝垂荫芊芊草，柏树高拏淡淡云。天日晴明风景好，呼鹰围猎八千春”。画中落款为：“八十六岁齐璜”。可见创作此画时，齐白石正处在耄耋之年，也是他的艺术巅峰期。

### 对联
画作两边配有篆书对联。为大尺寸的篆体字体，一气呵成，雄健有力，充分体现了齐白石超凡绝伦的书法功力。篆书对联的行文是：“人生长寿，天下太平”。其中对联上联题有小字：“丙成十月三十一日  为主席寿”。对联下联题有小字：“八十六岁齐璜”。对联单幅尺寸为：纵 264.5 厘米，横65.8厘米。

## 历史背景
齐白石的这幅作品，是为当时的国民政府主席蒋中正六十大寿所做，故对联上联题有小字：“丙戌十月三十一日  为主席寿”。画作作于公元1946年，民国三十五年，也是抗日战争胜利一周年。蒋中正生于1887年，1946年时正好六十虚岁。此幅作品原为美国旧金山私人藏家旧藏，2005年流出。有傳言云蔣介石曾邀請齊白石出任國大代表，應為誤傳，因為國大代表系投票選取產生，蔣介石參加了南京的選舉，投票給了金陵大學校長陳裕光。

## 拍卖
该作品以4.255亿人民币的天价成交，创造了当时中国书画的拍卖价新纪录，创造了齐白石艺术品的拍卖价最高纪录。
该作品于2011年5月22日晚8点在中国北京国际饭店起拍，是中国嘉德2011年春拍首次推出的古代及近现代书画联合夜场“大观——中国书画珍品之夜”的一见拍品。该中国嘉德夜场拍卖会总成交额超过10亿元人民币。
《松柏高立图·篆书四言联》以8800万元起拍，迅速激起场内外买家竞价热情，经过半个小时，近50次激烈竞拍，最终以4.255亿元人民币落槌。买主是当时的一位场内买家。